# Apollo (Pennsylvania)
|  | Dieser Artikel wurde aufgrund von inhaltlichen Mängeln auf der Qualitätssicherungsseite des Projektes USA eingetragen. Hilf mit, die Qualität dieses Artikels auf ein akzeptables Niveau zu bringen, und beteilige dich an der Diskussion! Folgende Mängel sollten behoben werden, bevor diese Markierung entfernt werden kann: Viel zu knapp, Infobox fehlt. |

Apollo ist ein Borough in Armstrong County, Pennsylvania, nordöstlich von Pittsburgh. Die Besiedlung durch weiße Siedler fand 1790 statt. Beim United States Census 2020 zählte man 1615 Einwohner.

## Industrie
Am Ort befand sich die Aufbereitungsanlage des Unternehmens Nuclear Materials and Equipment Corporation (NUMEC). Das Gelände wird derzeit saniert.

## Schienenverkehr
Die durch den Ort führende inzwischen eingestellte Bahnstrecke der Pennsylvania Railroad wurde zuletzt durch die McLaughlin Line Railroad betrieben. Nach Norden bestand von 1906 bis 1936 durch die Interurban West Penn Railways eine Verbindung nach Leechburg. Deren Gleisbett zwischen Apollo und North Apollo wurde später durch die PRR und deren Nachfolgerin Penn Central genutzt.